# Недригайлов
Недригайлов (укр. Недригайлів) — посёлок , Недригайловский поселковый совет, Роменский район, Сумская область, Украина.
Является административным центром Недригайловского поселкового совета, в который, кроме того, входят сёла Вакулки, Вехово, Луки и Пушкарщина.

## Географическое положение
Посёлок городского типа Недригайлов находится на левом берегу реки Сула,
выше по течению на расстоянии в 1 км расположено село Вакулки,
ниже по течению на расстоянии в 1 км расположено село Березняки,
на противоположном берегу — сёла Засулье и Бродок.

## История

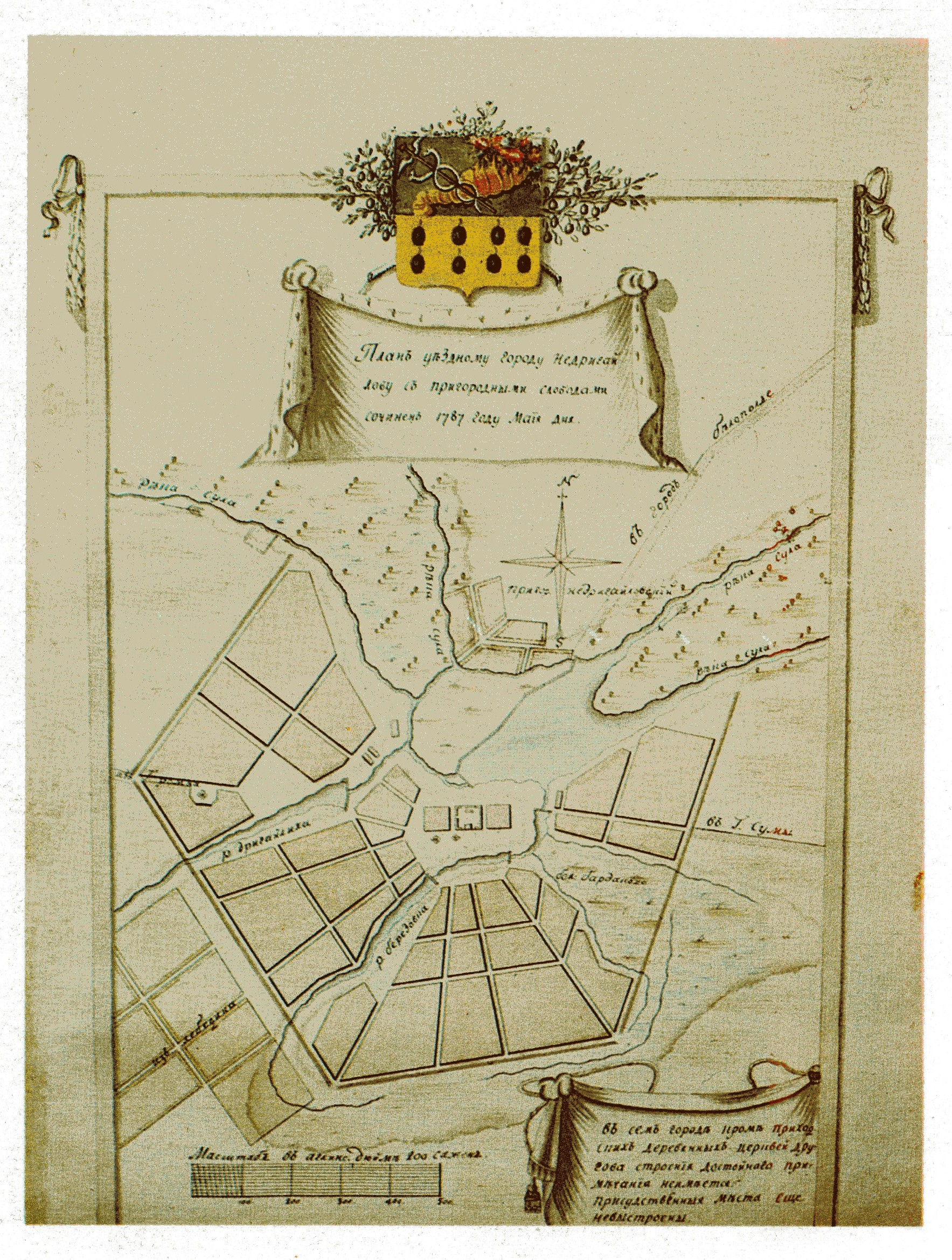
План уездному городу Недригайлов 1787 года

- Поблизости Недригайлова на правом берегу реки Сула расположено городище времен Киевской Руси. Считают, что именно здесь находился город Попаш, который входил в Переяславское княжество и вспоминается в летописи XII ст. После монголо-татарского нашествия эта территория была разорена и почти 300 лет не имела постоянных поселенцев.
- В XVI веке польское правительство построило здесь укрепление, так называемое Недригайловское городище, возле которого на береге реки Сула возникла слобода Недригайлов.

По русско-польскому договору о разграничении границ в 1647 году Недригайлов, который был назван местечком, отошел к России. Тогда в Недригайлове насчитывалось 451 двор, из них 145 были окружены земляным валом и 306 находились за валом. По данным переписи Б. Репина, в 1651 году охрану Недригайлова несли 141 чел., а в 1660 году — 295 чел.
- С конца 1650-х годов века Недригайлов — сотенное местечко Сумского полка. В середине XVII ст. в Недригайлове была построена крепость, в которой размещался гарнизон.
- В 1660 году в Недригайлове и приселке Малиновка проживало 489 казаков, 992 мещанина.
- В 1668 году крымские татары разорили Недригайлов.

В ходе Северной войны в декабре 1708 г. — январе 1709 г. гарнизон крепости выдержал осаду войск шведского короля и гетмана Мазепы, за что Петр объявил обитателям города благодарность.
- В 1727—1765 гг. Недригайлов — местечко Путивльского уезда Севской провинции. На гербе Недригайлова, утверждённом 21 сентября 1781 г., в верхней части щита изображен губернский герб г. Харькова, в нижней — семь (восемь!) черных слив на золотом фоне.

В 1780 году Недригайлов стал уездным городом Сумской провинции Харьковского наместничества, с 1796 года - заштатный город Лебединского уезда Харьковской губернии.
В 1893 году численность населения составляла 6098 человек, здесь регулярно проходили ярмарки, жители в основном занимались сельскими промыслами, сеяли листовой малороссийский табак, лук и чеснок.
- С января до апреля 1918 город входил в «красную» ДКР.

В конце марта 1918 года Недригайлов оккупировали австро-немецкие войска, которые оставались здесь до ноября 1918 года, в дальнейшем власть несколько раз менялась. 
- С конца декабря 1918 город входил в «красную» УССР.

С июня до конца ноября 1919 года город входил в состав белого Юга России.
В январе и июне 1921 года город на короткое время захватывали махновцы. 18 июня 1921 под Недригайловом армия Махно была разбита РККА, после чего её остатки были вынуждены уйти за границу (за границу чего?).
В ходе Великой Отечественной войны с 22 сентября 1941 до 8 сентября 1943 года Недригайлов был оккупирован немецкими войсками.
30 мая 1958 года — присвоен статус посёлок городского типа. В 1974 году здесь действовали маслодельный завод, овощесушильный завод, несколько других предприятий пищевой промышленности, а также инкубаторная станция.
В январе 1989 года численность населения составляла 6604 человек.
В мае 1995 года Кабинет министров Украины утвердил решение о приватизации находившего здесь консервного завода, в июле 1995 года было утверждено решение о приватизации маслозавода, райагрохимии и совхоза "Недригайлов".
На 1 января 2013 года численность населения составляла 5716 человек.

## Экономика
- Недригайловский завод продтоваров
- Недригайловский консервный завод

## Транспорт
Находится в 33 км от ближайшей ж.-д. станции Ромны (на линии Бахмач — Ромодан).
Через посёлок проходят автомобильные дороги Т-1917 и Н-07.

## Связь
Жители Недригайлова имеют возможность воспользоваться услугами широкополосного беспроводного 3G Интернета по технологии EVDO Rev.B+ на скорости до 14.7 Мбит/сек.
GSM связь доступна от всех трех национальных операторов.

## Объекты социальной сферы
- Школа.
- ДПТНЗ «Недригайловское ВПУ».
- Районный дом культуры.